# Federata e Basketbollit të Kosovës

Die Federata e Basketbollit të Kosovës (FBK) ist der kosovarische Basketballverband, der die kosovarische Basketballliga ausrichtet und für die kosovarische Basketballnationalmannschaft sorgt. Der Hauptsitz des Verbandes liegt in Pristina. Der Verband ist seit dem 13. März 2015 als volles Mitglied bei der FIBA aufgenommen worden.

## Geschichte
Am 26. April 2008 stellte die Federation einen Antrag für eine Aufnahme in der FIBA, dieser wurde jedoch abgelehnt. Am 28. Mai bestätigte der kosovarische Verband, einen Brief von der FIBA erhalten zu haben, in dem folgende Punkte, dem kosovarischen Basketballverband erlaubt werden:
- Alle U-19- und jüngere Mannschaften der FBK dürfen internationale Freundschaftsspiele austragen, jedoch nicht mit den Farben der Fahne bzw. der Flagge des Kosovo. Passende Ausrüstung wird von der Fiba ausgewählt.
- FIBA unterstützt die FBK bei Trainern und Schiedsrichtern.[2]

## Basketballligen und Cups in Kosovo
In Kosovo gibt es folgende Jugend- und Profiligen:

### Männer
- Technomarket Superliga, Sieger Saison 2009/10 = Sigal Prishtina
- Liga e Parë, Sieger Saison 2009/10 = Mitrovica
- Kupa e Kosovës, Sieger Saison 2009/10 = Sigal Prishtina
- Liga e juniorëve
- Liga e kadetëve
- Liga e Pioniëreve
- Liga dytë e juniorëve, Sieger Saison 2009/10 = Eurobasket
- Liga dytë e kadetëve, Sieger Saison 2009/10 = Vushtrriabasket
- Liga dytë e pionierëve, Sieger Saison 2009/10 = Gëzimi

### Frauen
- Liga e femrave, Sieger Saison 2009/10 = Bashkimi
- Kupa e Kosovës, Sieger Saison 2009/10 = Penza
- Liga e kadeteve